# Ed DeWitt

Zawodnik Pittsburgh Panthers

Edward James „Ed” DeWitt (ur. 9 czerwca 1934 w Meadowlands) – amerykański zapaśnik walczący w stylu wolnym. Olimpijczyk z Rzymu 1960, gdzie zajął czwarte miejsce w kategorii do 79 kg.
Zawodnik Chartiers Houston High School w Houston w Pensylwanii i University of Pittsburgh. Dwa razy All-American w NCAA Division I (1955–1956). Pierwszy w 1956 i trzeci w 1955 roku.

## Letnie Igrzyska Olimpijskie 1960
| Konkurencja      | Rundy eliminacyjne        | Rundy eliminacyjne    | Rundy eliminacyjne         | Rundy eliminacyjne | Rundy eliminacyjne   | Klas. końcowa |
| Konkurencja      | Przeciwnik I              | Przeciwnik II         | Przeciwnik III             | Przeciwnik IV      | Przeciwnik V         | Miejsce       |
| ---------------- | ------------------------- | --------------------- | -------------------------- | ------------------ | -------------------- | ------------- |
| 79 kg styl wolny | Germano Caraffini (ITA) Z | Henri Mottier (SUI) Z | Georgij Szirtladze (URS) Z | Georg Utz (FRG) Z  | Hasan Güngör (TUR) P | 4.            |